# Garson Kanin
Garson Kanin (Rochester, 24 novembre 1912 – New York, 13 marzo 1999) è stato uno sceneggiatore e regista statunitense.

## Filmografia

### Sceneggiatore
- The Great Man Votes (1939) (non accreditato)
- Situazione imbarazzante (Bachelor Mother) (1939) (non accreditato)
- Le mie due mogli (My Favourite Wife) (1940) (non accreditato)
- Molta brigata vita beata (The More the Merrier), regia di George Stevens (1943) (non accreditato)
- La signorina e il cowboy (A Lady Takes a Chance), regia di William A. Seiter (1943) (non accreditato)
- Tutte le spose sono belle (From This Day Forward), regia di John Berry (1946) (adattamento)
- Doppia vita (A double Life), regia di George Cukor (1947)
- La costola di Adamo (Adam's Rib), regia di George Cukor (1949)
- Nata ieri (Born Yesterday), regia di George Cukor (1950)
- Vivere insieme (The Marrying Kind), regia di George Cukor (1952)
- Lui e lei (Pat and Mike), regia di George Cukor (1952)
- La ragazza del secolo (It Should Happen to You), regia di George Cukor - storia e sceneggiatura (1954)
- Gangster cerca moglie (The Girl Can't Help It), regia di Frank Tashlin (1956) (non accreditato)
- Ragazzi di provincia (The Rat Race), regia di Robert Mulligan (1960)
- In due è un'altra cosa (High Time), regia di Blake Edwards (1960)
- Il dritto di Hollywood (The Right Approach), regia di David Butler (1961)
- Cammina non correre (Walk Don't Run), regia di Charles Walters (1966) (non accreditato)
- La carta vincente (Where It's At) (1969)
- Some Kind of a Nut (1969)

### Regista
- A Man to Remember (1938)
- Next Time I Marry (1938)
- The Great Man Votes (1939)
- Situazione imbarazzante (Bachelor Mother) (1939)
- Le mie due mogli (My Favourite Wife) (1940)
- Non desiderare la donna d'altri (They Knew What They Wanted) (1940)
- Tom, Dick e Harry (1941)
- Fellow Americans (cortometraggio) (1942)
- Ring of Steel (documentario) (1942)
- Night Shift (documentario) (1942)
- Night Stripes (cortometraggio) (1944)
- Battle Stations (documentario) (1944)
- Salute to France (cortometraggio) co-regia di Jean Renoir (1944)
- La vera gloria (The True Glory) (cortometraggio) (1945)
- La carta vincente (Where It's At) (1969)
- Some Kind of a Nut (1969)

## Riconoscimenti
- Premio Oscar
  - 1948 - Candidatura alla miglior sceneggiatura originale per Doppia vita
  - 1951 - Candidatura ai migliori soggetto e sceneggiatura per La costola di Adamo
  - 1953 - Candidatura ai migliori soggetto e sceneggiatura per Lui e lei